# Van (province)
Pour les articles homonymes, voir Van.
La province de Van est une des 81 provinces (en turc : il, au singulier, et iller au pluriel) de la Turquie.
Sa préfecture (en turc : valiliği) se trouve dans la ville éponyme de Van.

## Histoire
Cette région est le berceau historique du peuple arménien, qui y a vécu jusqu'au génocide perpétré en 1915 et 1916 par le parti Jeunes Turcs alors au pouvoir.

## Géographie
Sa superficie est de 19 069 km2.

## Population
Au recensement de 2000, la province était peuplée d'environ 988 260  habitants, soit une densité de population d'environ 51 hab./km2. Elle est peuplée principalement de Kurdes.

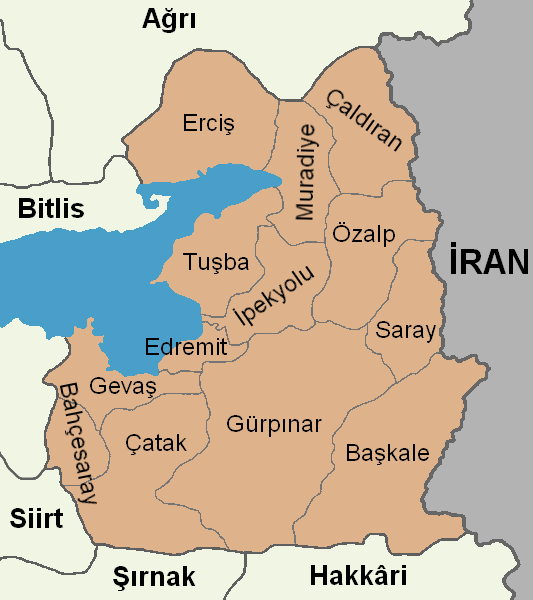
Les districts de la province de Van.

| 2000    | 2001    | 2002    | 2003    | 2004    | 2005    | 2006    |
| ------- | ------- | ------- | ------- | ------- | ------- | ------- |
| 895 836 | 908 296 | 919 727 | 930 984 | 942 771 | 954 945 | 967 394 |

| 2007    | 2008      | 2009      | 2010      | 2011      | 2012      | 2013      |
| ------- | --------- | --------- | --------- | --------- | --------- | --------- |
| 979 671 | 1 004 369 | 1 022 310 | 1 035 418 | 1 022 532 | 1 051 975 | 1 070 113 |

| 2014      | 2015      | 2016      | 2017      | 2018      | 2019      | 2020      |
| --------- | --------- | --------- | --------- | --------- | --------- | --------- |
| 1 085 542 | 1 096 397 | 1 100 190 | 1 106 891 | 1 123 784 | 1 136 757 | 1 149 342 |

| 2021      | 2022      | 2023      | - | - | - | - |
| --------- | --------- | --------- | - | - | - | - |
| 1 141 015 | 1 128 749 | 1 127 612 | - | - | - | - |

## Administration
La province est administrée par un préfet (en turc : vali).

## Subdivisions
La province est divisée en douze districts (en turc : ilçe, au singulier) :
- Bahçesaray
- Başkale
- Çaldıran
- Çatak
- Edremit
- Erciş
- Gevaş
- Gürpınar
- Muradiye
- Özalp
- Saray
- Van, redéfini en deux districts en 2013 : İpekyolu (en) et Tuşba (en)